# Saint Vincent and the Grenadines Green Party
Die Saint Vincent and the Grenadines Green Party (dt.: Grüne Partei von Saint Vincent und den Grenadinen) ist eine grüne Partei in Saint Vincent und den Grenadinen. Die Partei wird geführt von Ivan O’Neal.
Bisher (2020) konnte die Partei keine Sitze im House of Assembly erringen.

## Geschichte
Die Partei wurde am 10. Januar 2005 gegründet. In den Wahlen 2005 stellte die Partei vier Kandidaten in den 15 Wahlkreisen, aber errang nur 34 Stimmen und damit keinen Sitz im Parlament. In den Wahlen 2010 errang die Partei 145 Stimmen, 2015 77 und 2020 nur 33 Stimmen.

## Wahlgeschichte
| Wahlen | Parteiführer | Stimmen | %    | Sitze | ± | Position | Ergebnis           |
| ------ | ------------ | ------- | ---- | ----- | - | -------- | ------------------ |
| 2005   | Ivan O’Neal  | 34      | 0,06 | 0/15  |   | 3.       | Nicht im Parlament |
| 2010   | Ivan O’Neal  | 138     | 0,22 | 0/15  |   | 3.       | Nicht im Parlament |
| 2015   | Ivan O’Neal  | 77      | 0,12 | 0/15  |   | 3.       | Nicht im Parlament |
| 2020   | Ivan O’Neal  | 35      | 0,05 | 0/15  |   | 3.       | Nicht im Parlament |